# Campeonato Venezuelano de Futebol
O Campeonato Venezuelano de Futebol é a principal competição nacional de clubes de futebol da Venezuela, realizada pela Federación Venezolana de Fútbol.
A primeira edição da competição foi realizada no ano de 1921, ainda em formato amador. A partir de 1957, o campeonato foi profissionalizado.

## História

### Antecedentes
16 de julho de 1876 é a data do primeiro registro de um jogo de futebol na Venezuela, organizado pelo professor galês A.W. Simpson: os britânicos, corsos e trinadianos participaram e a partida foi realizada em El Caratal, perto da cidade de El Callao.
No início de 1900, formaram-se associações urbanas formadas por crioulos e europeus que viviam em Caracas. No San Bernardino Sport Club, a partir de 1903, as equipes efêmeras foram agrupadas como Arizona, Cidade Nacional, Filadélfia, Nova Orleans, Olimpíadas e América. Criando em 1923 o "Tribunal Superior de Futebol", eles tinham pequenos campos, o mais notável era aquele que estava por trás da Igreja de Sabana Grande que se chamava "O Tâmisa".
Em 31 de janeiro de 1926, se formou a Federação Nacional de Futebol, no tribunal de Sarría's Brooklyn, com outras equipes como Venzóleo, Centro Atlético, Caracas Sport, Barcelona, Campeador, Venezuela, Nueva Esparta, Aliança e o conseqüente Loyola. O Union Sport Club e o Dos Caminos Sport Club vieram mais tarde.
Esta primeira Federação Nacional de Futebol foi dissolvida em 1932 e substituída pela Liga venezuelana de Futebol até 1938 e depois a Associação Venezuelana de Futebol, que mais tarde se tornou a Federação Venezuelana de Futebol em 1951.

### Era amadora
Neste estágio amador, entre 1921 e 1956, oficialmente reconhecido pela Federação Venezuelana de Futebol, o Union Sport Club foi campeão 7 vezes; Dos Caminos Sport Club com 6 títulos e o Litoral Sport Club com 5 títulos. Outras equipes como La Salle Football Club, o Banco Obrero, Deportivo Vasco da Universidade Central, Venzóleo, América Football Club, Athletic Center Sport Club, Loyola Sport Club Deportivo Venezuela também foram campeões neste curso de tempo.
Por volta de 1936, o então presidente Eleazar López Contreras ordenou a construção do Estádio Nacional do Paraíso em Caracas, onde o primeiro clássico do país entre o Loyola Sport Club e o Dos Caminos Sport Club foi jogado entre outros jogos. Neste estádio, foi jogado muito do nosso futebol "amador". A fachada do antigo Estádio Paraíso ainda é preservada, embora esteja escondida na entrada de um colégio nesta área da cidade.

### Campeões da Era Amadora
| Ano  | Campeão             | Vice-Campeão        |
| ---- | ------------------- | ------------------- |
| 1921 | América FC          | Centro Atlético     |
| 1922 | Centro Atlético     | Las América         |
| 1923 | América FC          | Centro Atlético     |
| 1924 | Loyola              | Vargas              |
| 1925 | Centro Atlético     | Venzóleo            |
| 1926 | Centro Atlético     | Venzóleo            |
| 1927 | Venzóleo            | Centro Atlético     |
| 1928 | Deportivo Venezuela | Centro Atlético     |
| 1929 | Deportivo Venezuela | Unión               |
| 1930 | Centro Atlético     | Unión               |
| 1931 | Deportivo Venezuela | Centro Atlético     |
| 1932 | Unión               | Dos Caminos         |
| 1933 | Deportivo Venezuela | Dos Caminos         |
| 1934 | Unión               | Dos Caminos         |
| 1935 | Unión               | Dos Caminos         |
| 1936 | Dos Caminos         | Centro Atlético     |
| 1937 | Dos Caminos         | Litoral             |
| 1938 | Dos Caminos         | Litoral             |
| 1939 | Unión               | Litoral             |
| 1940 | Unión               | Dos Caminos         |
| 1941 | Litoral             | Dos Caminos         |
| 1942 | Dos Caminos         | Loyola              |
| 1943 | Loyola              | Litoral             |
| 1944 | Loyola              | Dos Caminos         |
| 1945 | Dos Caminos         | Loyola              |
| 1946 | Deportivo Español   | Centro Atlético     |
| 1947 | Unión               | Universidad Central |
| 1948 | Loyola              | Unión               |
| 1949 | Dos Caminos         | Universidad Central |
| 1950 | Unión               | La Salle            |
| 1951 | Universidad Central | Loyola              |
| 1952 | La Salle            | Loyola              |
| 1953 | Universidad Central | La Salle            |
| 1954 | Deportivo Vasco     | Loyola              |
| 1955 | La Salle            | Deportivo Español   |
| 1956 | Banco Obrero        | La Salle            |

### Futebol de colônias
Em 1951, inaugurou-se o Estádio Olímpico da Universidade Central da Venezuela, sede que estava ao serviço do futebol das colônias na Venezuela; Este campo viu o futebol amador virou futebol profissional, a transição foi estabelecida e em 1957 foi criada a Liga Mayor de Fútbol. A Seleção Venezuelana de Futebol fez seu primeiro jogo em 1938 com uma camisa Vinotinto e bermuda cinza, mas a seleção foi limitada a jogar torneios sem muita importancia, como pré-olímpico, Jogos Bolivarianos e Jogos Pan-americanos.

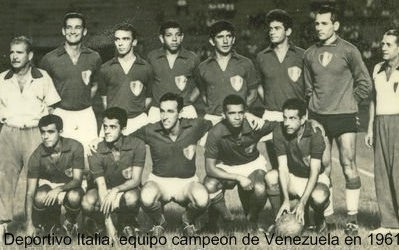
Esquadrão campeão do Deportivo Italia na temporada de 1961.

A Universidade Central ganhou o primeiro torneio profissional da Venezuela.
Sport Club Português, Espanhol Sport Club, Deportivo Vasco, Deportivo Italia, Catalunha, União Deportiva Canarias, Deportivo Celta, eram nomes das equipes mais consistentes nesta temporada, Deportivo Italia e Deportivo Português marcaria uma rivalidade que se estenderia ao longo de várias décadas. Nos próximos anos, esse protagonismo seria enfraquecido pela qualidade do futebol dessas equepe e uma por uma deixariam de protagonizar.
O Deportivo Portugués participou ininterruptamente de 1958 a 1982, nessas 24 temporadas foram campeões 4 vezes. O Deportivo Galicia seria interrompido de 1963 a 1982, depois reapareceu esporadicamente em 1987 e 1989, para finalmente desaparecer em 2001. Deportivo Italia foi o último a se separar. Desde 1959, o Deportivo Italia participou do futebol nacional até 1996, se juntou com o Município de Chacao e mudou seu nome para Deportivo Italchacao em 1999 e caiu para a Segunda Divisão em 2005. O clube volta a ser chamado de Deportivo Italia em 2008. Em 2010, o clube mudou seu nome e começou a se chamar Deportivo Petare e em 2015 mudou seu nome para Petare Fútbol Club.

### Da Capital à Província
Na época, todas as equipes que participaram da liga eram de Caracas, a partir dos anos sessenta, as equipes das províncias começaram a jogar o campeonato. Isso deveu-se, em grande parte, aos problemas econômicos do país, já que não era mais uma "atração" para os empresários estrangeiros contratar nomes estrangeiros. Assim, equipes como Tiquire Flores de La Victoria, Lara FC e Valencia FC foram os primeiros exemplos.

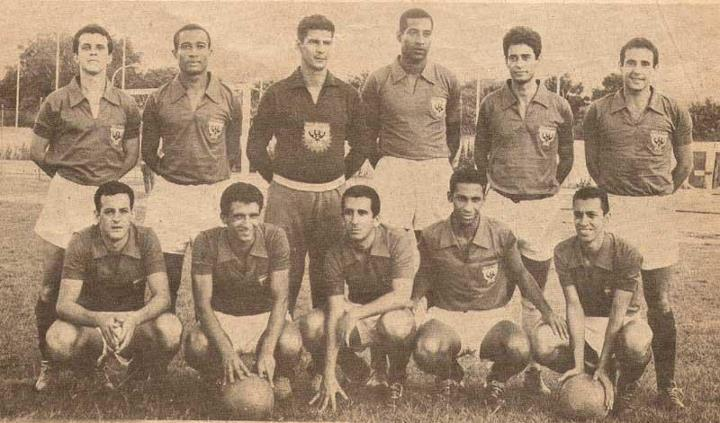
O Valencia FC (1965) ganharia o seu único campeonato na temporada de 1971.

O Lara FC venceu o campeonato em 1965, essa foi a primeira equipe provincial a ganhar um torneio local e participar da Copa Libertadores da América. Era uma equipe composta em sua maioria por estrangeiros, sua equipe incluiu nomes como: apenas Argenis Tortolero e Rafael Naranjo eram venezuelanos.
Outros nomes como Mineros de Guayana apareceram em Puerto Ordaz e se tornou forte na década de 90, fazendo grandes campanhas com seu rival Minervén.
Equipes de San Cristóbal como Atlético San Cristóbal, Táchira Nacional e Deportivo Táchira também surgiram nessa época. Este último é considerado um dos grandes do futebol venezuelano e com uma fanática torcida distribuída por todo o país.
Perto de lá, surgiu o Estudantes de Mérida, um clube hoje com uma ótima tradição e botou a cidade de Mérida no mapa.
O "futebol moderno" nasceu e também a incompetência de seus gerentes. Em 1973, a Venezuela foi desfiliada da FIFA por uma divisão da Federação Venezuelana de Futebol pelos adversários que procuram o controle, impedindo a participação das equipes venezuelanas na Copa Libertadores naquele ano.
O Portuguesa Fútbol Club tornou-se uma potência, nascida no centro da planície, dominou a liga na década de 70 ganhando 5 títulos nacionais, sendo o primeiro (e até esse momento o único) cinco vezes campeão do país, este time chegou às semifinais da Copa Libertadores.
Mais tarde, outros representantes da capital apareceriam, o maior exemplo é o Caracas Fútbol Club , que nasceu em 1967, mas não funcionaria até a década de 80; Depois que a Organização Cocodrilos assumiu, seria um exemplo a seguir, uma vez que é a única equipe que consolidou o título de "clube", com sede própria e seu próprio estádio.

### Consolidação da liga e crise
O futebol foi organizado no final da década de 1980, com representantes de quase todos os cantos do país. Com Marítimo, Mineros de Guayana, Minervén, Portuguesa, Estudantes de Mérida, Universidade de Los Andes, de tempos em tempos, Caracas e outros convidados fizeram o torneio muito agradável mas os bons desempenhos nacionais e internacionais foram prejudicados por algum problema econômico, gerencial ou simplesmente federativo.
O caso mais embaraçoso foi o do Marítimo. Em 1995, o Marítimo anunciou à liga que jogaria em um estádio de Guarenas, que o clube tinha remodelado e expandido atender às demandas; A Federação Venezuelana de Futebol monitorou o estádio e decidiu que ninguém poderia jogar lá. Em um ato desesperado da diretoria do Maritimo, conseguiram o empréstimo do Estádio Brígido Iriarte, que já os havia recebido em outras ocasiões, mas a federação não aprovou a mudança. O Maritimo decidiu então ir a um tribunal para resolver o caso, mas a FIFA é bastante clara e não permitiu que isso acontecesse, então a equipe lusitana não teve escolha senão sair.
Esse tipo de problema, acrescentando ao fato de que a federação mudava o formato da competição em quase todos os anos nos anos 90, a desordem tornou-se parte do futebol, afastando empresários e torcida.
No entanto, os clubes tiveram desempenhos notáveis, como o Estudiantes de Mérida na Copa Libertadores de 1999, chegando às quartas de final no comando de Richard Páez. Ato que lhe deu o mérito necessário para depois assumir a Seleção Venezuelana, onde ele faria um bom trabalho. O Deportivo Táchira também conseguiu atingir as quartas de final da Copa Libertadores de 2004 de forma invicta, mas depois foram derrotados pelo São Paulo. O Caracas também chegou às quartas de final na Copa Libertadores de 2009, sendo o campeão do seu grupo mas foi eliminada pelo Grêmio pelo gol fora de casa, o Caracas também conseguiu as semifinais da Copa Merconorte de 1999 mas perdeu para o Santa Fe nos pênaltis.

### Anos recentes
Em 1986, a Conmebol começaria a realizar um sistema de rotação da sede para o seu evento máximo, a Copa América, para que todos os membros desse grupo pudessem organizar o torneio. A primeira foi na Argentina em 1987; Todos os membros da América do Sul passaram um por um; No início da nova década, coube à Venezuela organizar a Copa América. O resultado foi estádios renovados e outros totalmente novos, um novo Centro de Alto Desempenho para a seleção poderia se encontrar lá para preparar seus jogos, entre outros.
No início de maio de 2007, a Federação Venezuelana de Futebol, por recomendação da CONMEBOL, decidiu expandir o número de equipas participantes na Primeira Divisão, com o objetivo de aumentar o crescimento do futebol venezuelano e aumentar a qualidade da liga. para aproveitar a infra-estrutura deixada pela Copa América.

## Sistema de competição
Ao longo da história, o campeonato teve vários formatos, o primeiro foi um sistema de pontos corridos jogado em 2 ou 4 turnos (turno e returno), em meados dos anos setenta foi introduzida uma fase final onde as melhores equipas competiam pelo título.
Em 1986, foi decidido passar de um calendário disputado no mesmo ano (fevereiro a novembro) para um calendário europeu. Em meados da década de 1990, foram implementados os torneios Apertura e Clausura, com os vencedores a definirem o campeão da temporada em jogos de ida e volta.
Em 2016, o torneio regressou a um calendário anual (fevereiro a novembro) e, em 2022, o torneio regressou a um sistema de pontos corridos.
A Primeira Divisão venezuelana conta atualmente com a participação de 15 clubes (2023) e é disputado em sistema de um torneio geral, cada clube joga duas vezes contra os outros, totalizando, assim, 30 rodadas. Os quatro primeiros lugares da Fase Regular se classificarão para uma Fase Final, em que os dois melhores times irão para a Final do Campeonato. Em partida única, os dois melhores times da Fase Final irão se enfrentar para decidir o campeonato, o time com a melhor posição na fase anterior será o mandante.
A classificação para a Copa Libertadores da América é obtida pelos dois finalistas do Campeonato e pelos outros dois times da Fase Final que não avançaram para a grande final. As vagas na Copa Sul-americana ficam para clubes que terminam entre o 5º ao 8º lugar. São rebaixados os dois últimos colocados na classificação geral.

### Classificação para torneios internacionais

#### Classificação para a Copa Libertadores
- Os dois finalistas da temporada se classificam diretamente para a fase de grupos da Copa Libertadores. O lugar da Venezuela 1 será atribuído ao vencedor da final absoluta e o da Venezuela 2 ao vice-campeão.
- Os lugares das fases anteriores (Venezuela 3 e Venezuela 4) vão para as outras duas equipas que se qualificaram para a fase final, mas não conseguiram qualificar-se para a grande final.

#### Classificação para a Copa Sul-Americana
- Os clubes que terminarem entre o 5º e o 8º lugar na fase regular se classificam para a Copa Sul-Americana.

### Descida para Segunda Divisão
- Ao final da temporada, o time localizado no último lugar da tabela descem para a Segunda Divisão.

## Participantes de 2023
| Equipe                  | Cidade         | Estádio                                                 | Capacidade |
| ----------------------- | -------------- | ------------------------------------------------------- | ---------- |
| Academia Puerto Cabello | Puerto Cabello | La Bombonerita                                          | 7.000      |
| Angostura               | Ciudad Bolívar | Estádio Ricardo Tulio Maya                              | 2.500      |
| Carabobo                | Valencia       | Estádio Misael Delgado                                  | 10.400     |
| Caracas                 | Caracas        | Estádio Olímpico de la Universidad Central de Venezuela | 24.900     |
| Deportivo La Guaira     | Caracas        | Estádio Olímpico de la Universidad Central de Venezuela | 24.900     |
| Deportivo Táchira       | San Cristóbal  | Estádio Polideportivo de Pueblo Nuevo                   | 38.755     |
| Estudiantes de Mérida   | Mérida         | Estádio Metropolitano de Mérida                         | 42.200     |
| Hermanos Colmenárez     | Barinas        | Agustín Tovar                                           | 24.396     |
| Metropolitanos          | Caracas        | Brígido Iriarte                                         | 10.000     |
| Mineros de Guayana      | Ciudad Guayana | CTE Cachamay                                            | 41.600     |
| Monagas                 | Maturín        | Estádio Monumental de Maturín                           | 51.796     |
| Portuguesa              | Araure         | José Antonio Páez                                       | 18.000     |
| Rayo Zuliano            | Maracaibo      | José Encarnación Romero                                 | 40.800     |
| Universidad Central     | Caracas        | Estádio Olímpico de la Universidad Central de Venezuela | 24.900     |
| Zamora                  | Barinas        | Estádio Agustín Tovar                                   | 24.396     |

## Lista dos Campeões da Era Profissional
A Primeira Divisão se tornou profissional no dia 21 de Fevereiro de 1957.
| Ano     | Campeão                  | Vice-Campeão              | Artilheiro(s)                                                                                          |
| ------- | ------------------------ | ------------------------- | --- |
| 1957    | Universidad Central      | La Salle                  | Tonho (Universidad Central, 12 gols)                                                                   |
| 1958    | Deportivo Portugués      | Deportivo Español         | René Irazque (Deportivo Portugués, 6 gols)                                                             |
| 1959    | Deportivo Español        | Deportivo Portugués       | Abel Benítez (Deportivo Español, 15 gols)                                                              |
| 1960    | Deportivo Portugués      | Deportivo Español         | José Luis Iglesias (Deportivo Portugués, 9 gols)                                                       |
| 1961    | Deportivo Italia         | Banco Agrícola y Pecuario | Antonio Ravelo (Banco Agrícola y Pecuario, 11 gols)                                                    |
| 1962    | Deportivo Portugués      | Universidad Central       | Jaime da Silva (Universidad Central, 16)                                                               |
| 1963    | Deportivo Italia         | Deportivo Portugués       | Nino (Deportivo Portugués, 15 gols)                                                                    |
| 1964    | Deportivo Galicia        | Tiquire Flores            | Helio Rodrigues (Tiquire Flores, 12 gols)                                                              |
| 1965    | Lara                     | Deportivo Italia          | Mario Mateo (Lara, 16 gols)                                                                            |
| 1966    | Deportivo Italia         | Deportivo Portugués       | Ratto (Deportivo Portugués, 20 gols)                                                                   |
| 1967    | Deportivo Portugués      | Deportivo Galicia         | Joao Ramos (Deportivo Portugués, 28 gols)                                                              |
| 1968    | Canarias                 | Deportivo Italia          | Raimundinho (Deportivo Portugués, 21 gols)                                                             |
| 1969    | Deportivo Galicia        | Valencia                  | Eustaquio Batista (Deportivo Italia, 19 gols) Lelo (Valencia, 19 gols)                                 |
| 1970    | Deportivo Galicia        | Deportivo Italia          | Roland Langon (Deportivo Galicia, 13 gols)                                                             |
| 1971    | Valencia                 | Deportivo Italia          | Agostinho Sabara (Tiquire Flores Aragua, 20 gols)                                                      |
| 1972    | Deportivo Italia         | Deportivo Galicia         | Francisco Rodriguez (Anzoátegui, 18 gols)                                                              |
| 1973    | Portuguesa               | Valencia                  | Jose Chiazzaro (Estudiantes, 14 gols)                                                                  |
| 1974    | Galicia                  | Portuguesa                | Jose Chiazzaro (Estudiantes de Mérida, 15 gols) Sergio Hugo Castillo (Anzoátegui Fútbol Club, 15 gols) |
| 1975    | Portuguesa               | Estudiantes de Mérida     | Pedro Pascual Peralta (Portuguesa, 20 gols)                                                            |
| 1976    | Portuguesa               | Estudiantes de Mérida     | Pedro Pascual Peralta (Portuguesa, 25 gols)                                                            |
| 1977    | Portuguesa               | Estudiantes de Mérida     | Jairzinho (Portuguesa, 20 gols) Juan Cesar Silva (Portuguesa, 20 gols)                                 |
| 1978    | Portuguesa               | Deportivo Galicia         | Andrade (ULA Mérida, 23 gols)                                                                          |
| 1979    | Deportivo Táchira        | Deportivo Galicia         | Omar Ferrari (Deportivo Táchira, 15 gols)                                                              |
| 1980    | Estudiantes de Mérida    | Portuguesa                | Wilfrido Campos (Portuguesa, 12 gols)                                                                  |
| 1981    | Deportivo Táchira        | Estudiantes de Mérida     | Rafael Angulo (Deportivo Táchira, 14 gols)                                                             |
| 1982    | Atlético San Cristóbal   | Deportivo Táchira         | German Montero (Estudiantes de Mérida, 21 gols)                                                        |
| 1983    | Universidad de Los Andes | Portuguesa                | Johnny Castellanos (Atlético Zamora, 13 gols)                                                          |
| 1984    | Deportivo Táchira        | Deportivo Italia          | Sergio Meckler (Atlético Zamora, 15 gols)                                                              |
| 1985    | Estudiantes de Mérida    | Deportivo Táchira         | Sergio Meckler (Deportivo Táchira, 17 gols)                                                            |
| 1986    | Deportivo Táchira        | Estudiantes de Mérida     | Wilton Arreaza (Caracas, 8 gols)                                                                       |
| 1986/87 | Marítimo                 | Unión Atlético Táchira    | Johnny Castellanos (Portuguesa, 16 gols)                                                               |
| 1987/88 | Marítimo                 | Unión Atlético Táchira    | Miguel González (Unión Atlético Táchira, 22 gols)                                                      |
| 1988/89 | Mineros                  | Pepeganga Margarita       | Johnny Castellanos (Mineros, 24 gols)                                                                  |
| 1989/90 | Marítimo                 | Unión Atlético Táchira    | Herbert Márquez (Marítimo, 19 gols)                                                                    |
| 1990/91 | Universidad de Los Andes | Marítimo                  | Alexander Bottini (Monagas, 15 gols)                                                                   |
| 1991/92 | Caracas                  | Minervén                  | Andreas Vogler (Caracas, 25 gols)                                                                      |
| 1992/93 | Marítimo                 | Minervén                  | Herbert Márquez (Marítimo, 21 gols)                                                                    |
| 1993/94 | Caracas                  | Trujillanos               | Rodrigo Soto (Trujillanos, 20 gols)                                                                    |
| 1994/95 | Caracas                  | Minervén                  | Rogeiro da Silva (Mineros, 30 gols)                                                                    |
| 1995/96 | Minervén                 | Mineros                   | Jose Luis Dolgetta (Caracas, 24 gols)                                                                  |
| 1996/97 | Caracas                  | Atlético Zulia            | Rafael Castellín (Caracas, 19 gols)                                                                    |
| 1997/98 | Atlético Zulia           | Estudiantes               | Jose Luis Dolgetta (Estudiantes de Mérida/Carabobo, 22 gols)                                           |
| 1998/98 | Deportivo Italchacao     | Unión Atlético Táchira    | Gustavo Fonseca (Internacional Lara, 24 gols)                                                          |
| 1999/00 | Deportivo Táchira        | Deportivo Italchacao      | Juan Enrique García (Caracas, 24 gols)                                                                 |
| 2000/01 | Caracas                  | Trujillanos               | Martín Brignani (Estudiantes, 12 gols)                                                                 |
| 2001/02 | Nacional Táchira         | Estudiantes               | Juan Enrique García (Nacional Táchira, 34 gols)                                                        |
| 2002/03 | Caracas                  | Maracaibo                 | Juan Enrique García (Monagas/Mineros, 19 gols)                                                         |
| 2003/04 | Caracas                  | Deportivo Táchira         | Juan Enrique García (Mineros, 18 gols)                                                                 |
| 2004/05 | Maracaibo                | Caracas                   | Daniel Delfino (Carabobo, 19 gols)                                                                     |
| 2005/06 | Caracas                  | Maracaibo                 | Juan Enrique García (Deportivo Táchira, 21 gols)                                                       |
| 2006/07 | Caracas                  | Maracaibo                 | Robinson Rentería (Trujillanos, 19 gols)                                                               |
| 2007/08 | Deportivo Táchira        | Caracas                   | Alexander Rondon (Deportivo Anzoátegui, 19 gols)                                                       |
| 2008/09 | Caracas                  | Deportivo Italia          | Daniel Arismendi (Maracaibo/Deportivo Táchira, 17 gols) Heatklif Castillo (Aragua, 17 gols)            |
| 2009/10 | Caracas                  | Deportivo Táchira         | Norman Cabrera (Atlético El Vigía, 20 gols)                                                            |
| 2010/11 | Deportivo Táchira        | Zamora                    | Daniel Arismendi (Deportivo Anzoátegui, 20 gols)                                                       |
| 2011/12 | Deportivo Lara           | Caracas                   | Rafael Castellín (Deportivo Lara, 21 gols)                                                             |
| 2012/13 | Zamora                   | Deportivo Anzoátegui      | Gabriel Torres (Zamora, 20 gols)                                                                       |
| 2013/14 | Zamora                   | Mineros                   | Juan Falcón (Zamora, 19 gols)                                                                          |
| 2014/15 | Deportivo Táchira        | Trujillanos               | Edwin Aguilar (Deportivo Táchira, 23 gols)                                                             |
| 2015    | Zamora                   | Deportivo La Guaira       | Manuel Arteaga (Zulia, 17 gols)                                                                        |
| 2016    | Zamora                   | Zulia                     | Gabriel Torres (Zamora, 22 gols)                                                                       |
| 2017    | Monagas                  | Deportivo Lara            | Anthony Blondell (Monagas, 24 gols)                                                                    |
| 2018    | Zamora                   | Deportivo Lara            | Anthony Uribe (Zamora, 15 gols)                                                                        |
| 2019    | Caracas                  | Estudiantes               | Edder Farías (Atlético Venezuela, 18 gols)                                                             |
| 2020    | Deportivo La Guaira      | Deportivo Táchira         | Richard Blanco (Mineros, 8 gols) Edder Farías (Atlético Venezuela, 8 gols)                             |
| 2021    | Deportivo Táchira        | Caracas                   | Samson Akinyoola (Caracas, 18 gols)                                                                    |
| 2022    | Metropolitanos           | Monagas                   | Kevin Viveros (Carabobo, 18 gols) Juan Camilo Zapata (Hermanos Colmenarez, 18 gols)                    |
| 2023    | Deportivo Táchira        | Caracas                   | Luifer Hernández (Academia Puerto Cabello, 17 gols)                                                    |
| 2024    | Deportivo Táchira        | Carabobo                  | Juan Camilo Zapata (Inter de Barinas/Universidad Central, 16 gols) Tomás Rodríguez (Monagas, 16 gols)  |

## Títulos por clube
| Clube                    | Cidade         | Títulos | Vices |
| ------------------------ | -------------- | --- | ----- |
| Caracas                  | Caracas        | 12 (1991/92, 1993/94, 1994/95, 1996/97, 2000/01, 2002/03, 2003/04, 2005/06, 2006/07, 2008/09, 2009/10, 2019) | 5     |
| Deportivo Táchira        | San Cristóbal  | 11 (1979, 1981, 1984, 1986, 1999/00, 2007/08, 2010/11, 2014/15, 2021, 2023, 2024)                            | 9     |
| Deportivo Petare         | Caracas        | 5 (1961, 1963, 1966, 1972, 1998/99)                                                                          | 7     |
| Portuguesa               | Acarigua       | 5 (1973, 1975, 1976, 1977, 1978)                                                                             | 3     |
| Deportivo Galicia        | Caracas        | 4 (1964, 1969, 1970 e 1974)                                                                                  | 4     |
| Deportivo Portugués      | Caracas        | 4 (1958, 1960, 1962 e 1967)                                                                                  | 3     |
| Zamora                   | Barinas        | 4 (2012/13, 2013/14, 2016, 2018)                                                                             | 1     |
| Marítimo                 | Caracas        | 4 (1986/87, 1987/88, 1989/90 e 1992/93)                                                                      | 1     |
| Estudiantes de Mérida    | Mérida         | 2 (1980, 1985)                                                                                               | 8     |
| Universidad de Los Andes | Mérida         | 2 (1983, 1990/91)                                                                                            | 0     |
| Maracaibo                | Maracaibo      | 1 (2004/05)                                                                                                  | 3     |
| Minervén                 | Puerto Ordaz   | 1 (1995/96)                                                                                                  | 3     |
| Deportivo Lara           | Barquisimeto   | 1 (2011/12)                                                                                                  | 2     |
| Mineros de Guayana       | Ciudad Guayana | 1 (1988/89)                                                                                                  | 2     |
| Valencia                 | Valencia       | 1 (1971) | 2     |
| Deportivo Español        | Caracas        | 1 (1959) | 2     |
| Monagas                  | Maturín        | 1 (2017) | 1     |
| Atlético Zulia           | Maracaibo      | 1 (1997/98)                                                                                                  | 1     |
| Universidad Central      | Caracas        | 1 (1957) | 1     |
| Metropolitanos           | Caracas        | 1 (2022) | 0     |
| Deportivo La Guaira      | Caracas        | 1 (2020) | 0     |
| Nacional Táchira         | San Cristóbal  | 1 (2001/02)                                                                                                  | 0     |
| Atlético San Cristobal   | San Cristóbal  | 1 (1982) | 0     |
| Deportivo Canarias       | Caracas        | 1 (1968) | 0     |
| Lara                     | Barquisimeto   | 1 (1965) | 0     |